# 弥勒山
弥勒山（みろくやま）は、愛知県春日井市と岐阜県多治見市の県境にある山。標高436m。春日井三山の一つ。

## 概要
山頂まで行くルートとしては、主に定光寺駅から北上するルートと、内津峠付近から南下するルート、廿原町付近から西へ行くルート、そして春日井市都市緑化植物園(グリーンピア春日井)から東へ行くルートがあり、アクセスのしやすさや難易度も丁度良いため、幅広い年齢層が訪れる。
この山と春日井三山（当山の他に道樹山、大谷山）や、近くの西高森山、池田富士などと一緒に周回することができる。

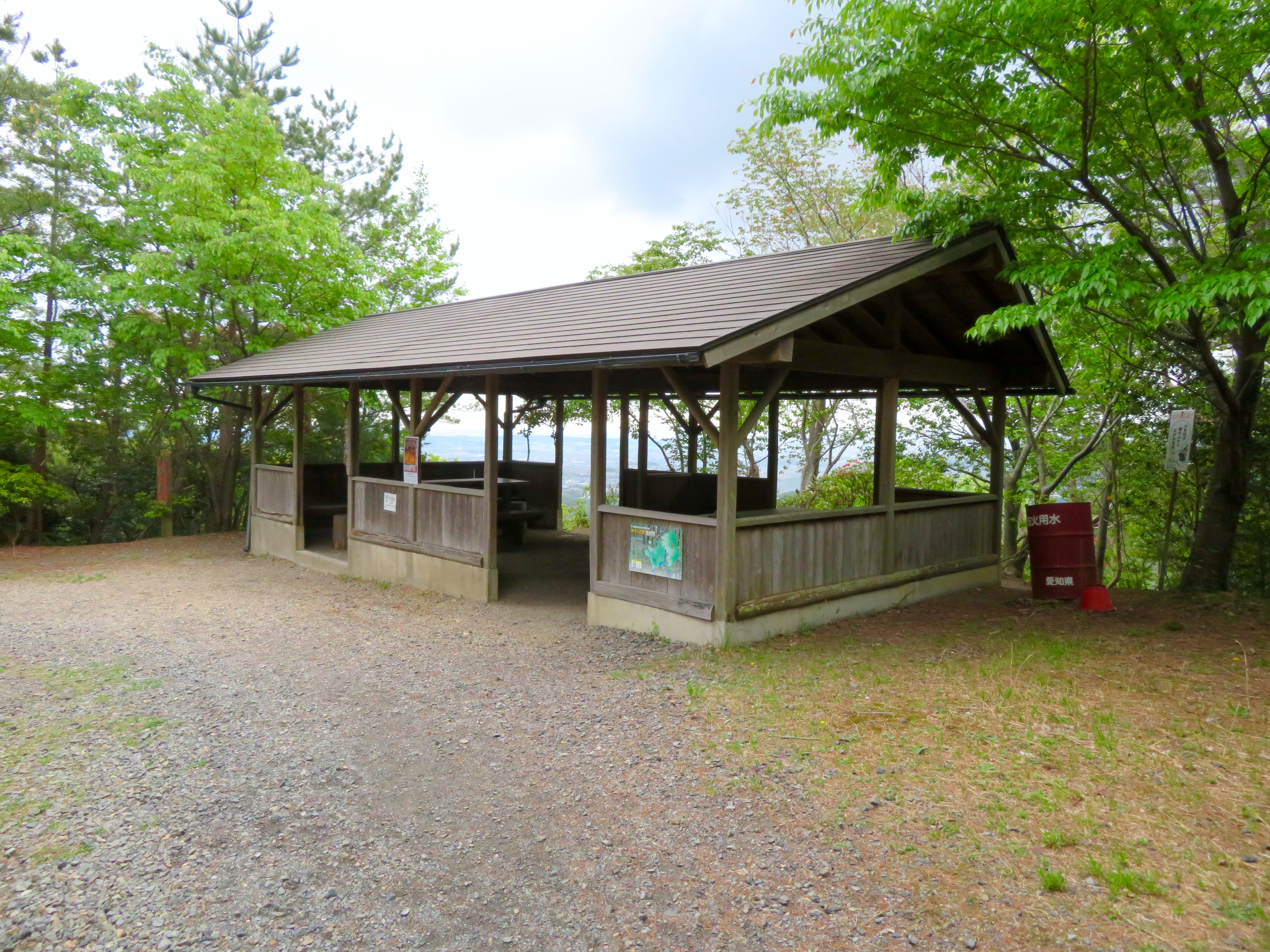
弥勒山のあずまや

弥勒山の山頂は小さな広場のようになっており、三角点や展望台もあるため、休憩や食事をとれる。
展望台からは尾張三山などを望むことができる。